# Campo de críquet Pierre Werner
El Campo de críquet Pierre Werner también conocida como el Campo de críquet Walferdange, es un espacio habilitado para la práctica del críquet en Walferdange, en el centro de Luxemburgo. Es una sede de críquet primera clase en Luxemburgo, siendo el estadio del club más importante del país, el Club de críquet Optimists, que juega en la Liga de Críquet belga y en la selección nacional de Luxemburgo.
El campo se inauguró en 1991. En 2002 el espacio recibió su nombre actual en conmemoración de Pierre Werner (1913-2002), ex primer ministro de Luxemburgo y presidente de honor del Club de críquet Optimists.